# كاليانتي (أغنية إينا)
كاليانتي (بالإسبانية: Caliente)‏ أغنية للفنانة الرومانية إينا من ألبوم الحفلة لن تنتهي الذي أصدر في (2013)، تم إصدار الأغنية في 04 ماي 2012 من شركة التسجيلات روتون. الأغنية كتبتها مغنيتها إينا، وأنتجت من مجموعة بلاي أند وين.
كلمات الأغنية باللغة للإسبانية وهي أول أغنية للمغنية إينا بهذه اللغة.
موسيقيا الأغنية من نوع موسيقى الرقص الإلكترونية واحتوت على أسلوب رقصة السالسا التي تنتمي لجيل التسعينات.